# Jennifer Ruggeri
Jennifer Ruggeri (* 23. Juli 2003) ist eine italienische Tennisspielerin.

## Karriere
Ruggeri begann im Alter von sechs Jahren mit dem Tennissport und bevorzugt Hartplätze. Sie spielt bislang vor allem Turniere auf der ITF Women’s World Tennis Tour, wo sie aber bislang noch keinen Titel gewinnen konnte.
2023 erreichte sie im März das Finale im Doppel des mit 15.000 US-Dollar dotierten ITF-Turniers in Monastir, wo sie zusammen mit Partnerin Angelica Raggi der Paarung Anouk Koevermans und Marente Sijbesma mit 4:6 und 3:6 unterlagen. Im Juni erhielt sie eine Wildcard für das Hauptfeld im Dameneinzel der mit 60.000 US-Dollar dotierten Internazionali Femminili di Brescia, wo sie aber bereits in der ersten Runde gegen Mai Hontama mit 5:7 und 4:6 verlor. Im Doppel, bei dem sie mit Partnerin Camilla Gennaro antrat, scheiterte sie ebenfalls bereits in der ersten Runde mit 2:6 und 2:6 an Anna Klasen und Aneta Laboutková. Bei den darauf folgenden Internazionali Femminili di Tennis Città di Caserta qualifizierte sie sich erneut für das Hauptfeld im Dameneinzel, wo sie in der ersten Runde mit 2:6 und 4:6 gegen Noma Noha Akugue verlor. Im Doppel trat sie mit Anastasia Abbagnato an. Die beiden verloren aber ebenfalls bereits ihre Auftaktbegegnung gegen Oana Gavrilă und Isabelle Haverlag mit 4:6, 7:63 und [8:10].